# کاوشگر فینیکس
کاوشگر فینیکس (به انگلیسی: Phoenix به معنای ققنوس) نام فضاپیمای فرودگر و بدون سرنشینی است که برای پژوهش در مورد وجود آب و محیط قابل زیست برای ریزاندامگان بر روی سیاره مریخ ساخته شده است. این فضاپیما در تاریخ ۴ اوت ۲۰۰۷ میلادی به فضا پرتاب شد، و بر طبق برنامه در روز ۲۵ مه ۲۰۰۸ در منطقه قطب شمال سیاره مریخ فرود آمد. فینیکس پس از بکار انداختن بازوی روباتیک خود، به نمونه‌برداری و آزمایش‌های علمی پرداخت.
برنامهٔ کاوشگر فینیکس توسط آزمایشگاه مطالعات ماه و سیارات در دانشگاه آریزونا پیشنهاد و مدیریت شده است. سازمان ناسا ناظر بر انجام این عملیات بوده و کشورهای آلمان، بریتانیا، دانمارک، کانادا و سوئیس در این برنامه مشارکت نمودند. هزینهٔ مأموریت اکتشافی فینیکس بالغ بر ۳۸۶ میلیون دلار بود.
فینیکس، از بین هفت کاوشگر فرود آمده بر سطح مریخ تاکنون، ششمین فضاپیمای کاوشگری است که با موفقیت بر سطح این سیاره فرود آمده است. همچنین از زمان کاوشگرهای وایکینگ-۱ و وایکینگ-۲، فینیکس نخستین فضاپیمایی است که برای فرود بر سطح مریخ از موتورهای ترمزکننده استفاده کرده است. مدت زمان فعالیت مفید این فضاپیما نیز سه ماه پیش‌بینی می‌شود؛ با این حال کاوشگر فینیکس دو ماه دیگر نیز (در مجموع پنج ماه) به کاوش در سطح مریخ ادامه داد؛ و سرانجام با فرستادن آخرین پیام در دوم نوامبر ۲۰۰۸ در هنگامهٔ زمستان این سیاره، پایان این مأموریت، در تاریخ ۱۰ نوامبر توسط ناسا اعلام شد.

## اهداف مأموریت
مأموریت فینیکس با فرود روی مریخ، دو هدف اصلی را دنبال می‌کرد:
- نخستین هدف مطالعه پیشینه زمین‌شناسی سیاره مریخ برای بررسی امکان وجود «آب» در آن بود. این مطالعه امکان بازسازی تاریخچه تغییرات آب و هوایی در مریخ را فراهم می‌آورد.
- دومین هدف جستجو برای یافت محیط مناسب برای پرورش حیات در میان لایه‌های یخ و خاک بود. استراتژی ناسا برای کاوش در مریخ، جستجو و دنبال کردن ردپای «آب» در این سیاره بود. ابزار و ادوات موجود در فینیکس بر اساس همین استراتژی ساخته شده و نخستین ابزارهای کاوشی بودند که به مطالعه ویژگی‌های زمین‌شناسی و زیست‌شناسی در منطقه قطبی مریخ می‌پرداختند.

## پرتاب

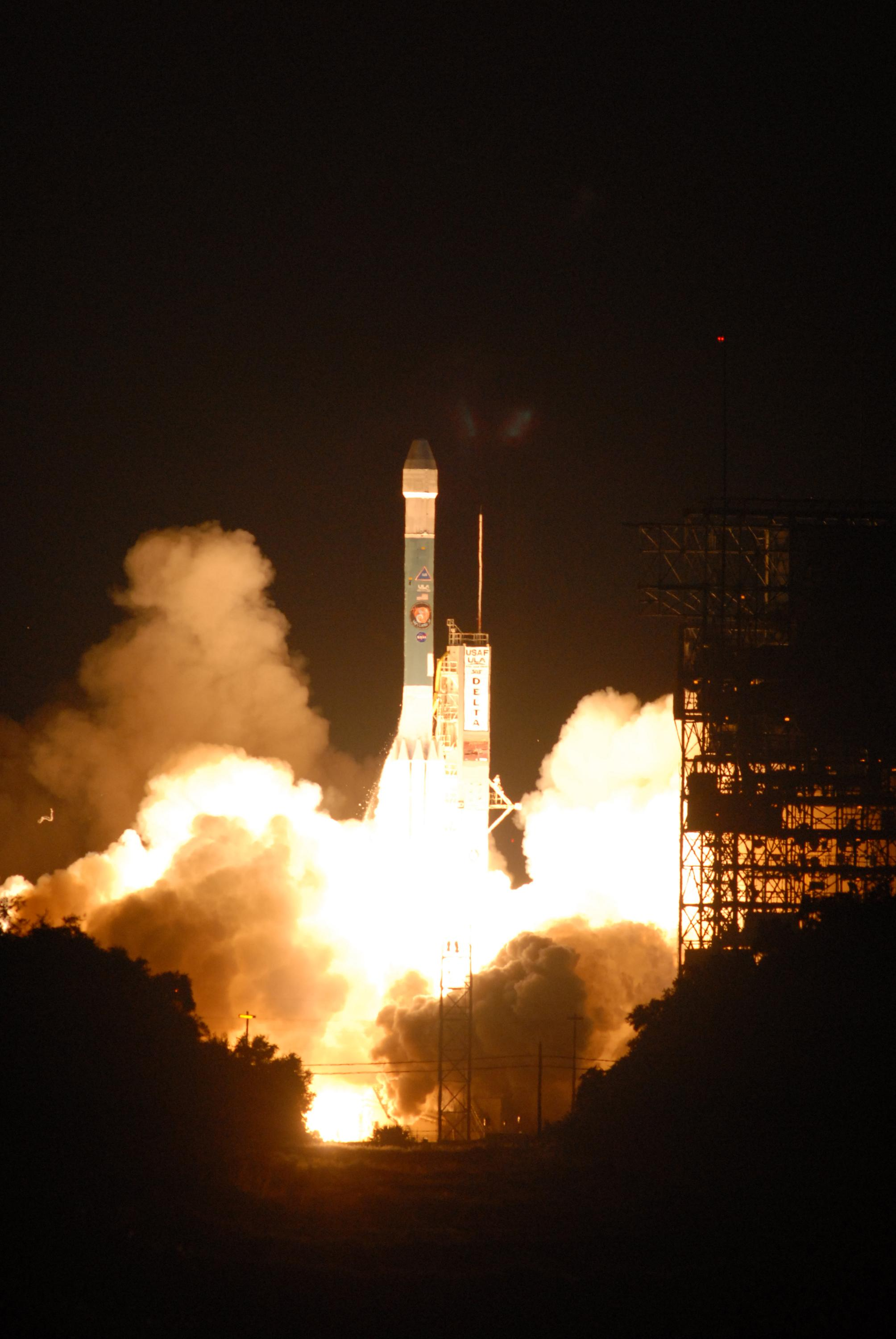
فینیکس توسط موشک دلتا-۲ به فضا پرتاب شد.

کاوشگر فینیکس در ساعت ۹:۲۶:۳۴ جهانی به وسیله یک فروند موشک دلتا-۲ از پایگاه فضایی نیروی هوایی آمریکا در کیپ کاناورال به فضا پرتاب شد. پرتاب با موفقیت انجام گرفت و موشک دلتا-۲ کاوشگر را در مسیر مریخ قرار داد.
موشک دلتا-۲ در پرتاب کاوشگرها کارنامه خوبی دارد و کاوشگرهای مریخ‌نورد پیشین هم به وسیلهٔ همین موشک به فضا پرتاب شده بودند و با موفقیت مأموریت خود را تکمیل کرده‌اند.

## فرود

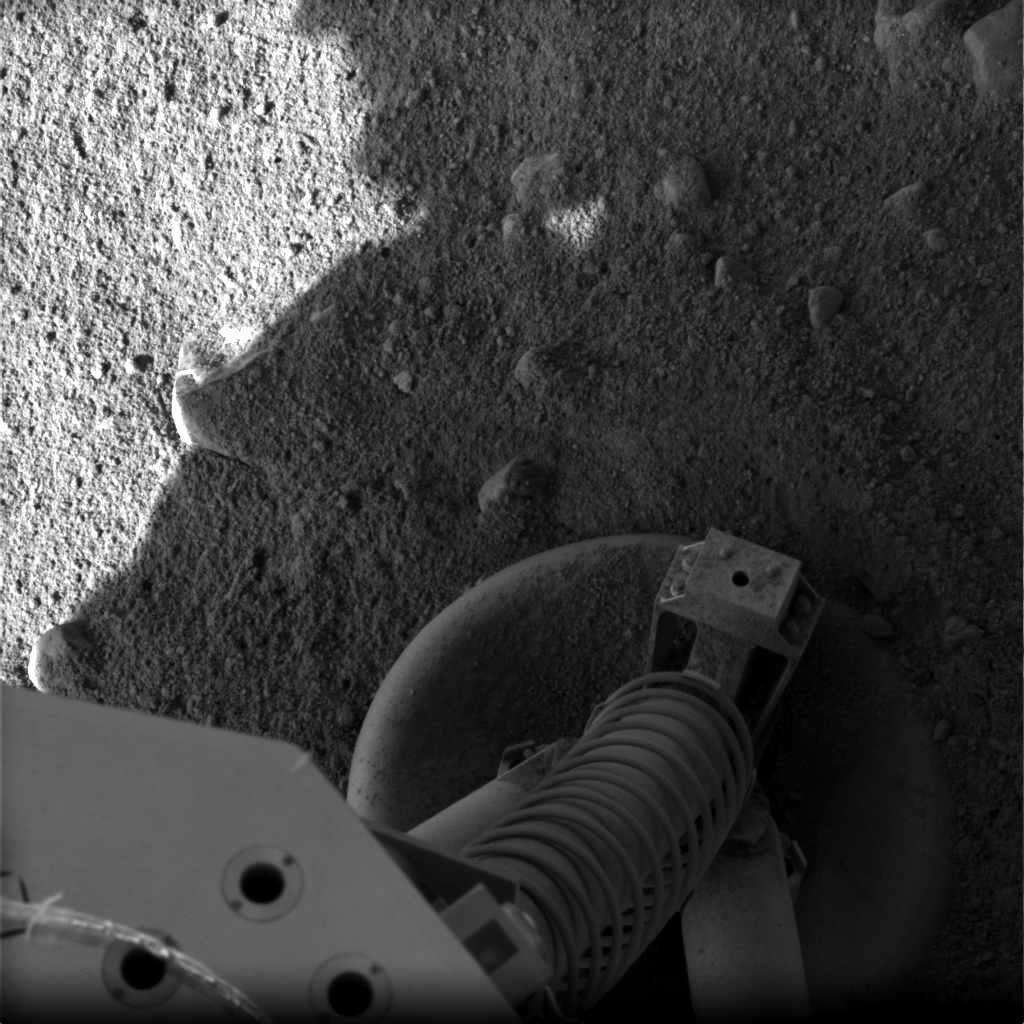
یکی از نخستین تصاویر ارسالی از فینیکس که یکی از پایه‌های فرود کاوشگر را نشان می‌دهد.

کاوشگر فینیکس در ساعت ۲۳:۳۱ جهانی روز ۲۵ مه ۲۰۰۸ با سرعتی برابر ۲۱٬۰۰۰ کیلومتر بر ساعت وارد اتمسفر مریخ شد، با استفاده از چتر نجات و موتورهای ترمز، تنها در طول هفت دقیقه(۷ دقیقه مرگ) سرعت خود را به ۸ کیلومتر در ساعت کاهش داد، و در ساعت ۲۳:۳۸ جهانی طبق برنامه در منطقه از پیش تعیین شده در منطقه قطب شمال سیاره مریخ فرود آمد. به خاطر فاصله ۵۵ میلیون کیلومتری مریخ تا زمین، دانشمندان در مرکز کنترل پرواز حدود ۱۵ دقیقه برای رسیدن سیگنال‌های فینیکس از سیاره سرخ به زمین منتظر ماندند. دریافت سیگنال‌ها حاکی از فرود موفقیت‌آمیز و صحت کارکرد سامانه‌های مخابراتی فضاپیما بود.
فینیکس در منطقه‌ای هموار فرود آمده به‌طوری‌که شیب فضاپیما تنها «۰٫۳ درجه» گزارش شده است. درست پیش از فرود، موتورهای فینیکس جهت کاوشگر را به گونه‌ای تنظیم کردند که صفحات انرژی خورشیدی پس از بازشدن در جهت شرق-غرب قرار گیرند تا بیشترین میزان نور را از خورشید دریافت نمایند.
سه کاوشگر دیگر به نام‌های مدارگرد شناسایی مریخ، مارس اکسپرس و ۲۰۰۱ مارس اودیسه که در اکنون در مدار مریخ قرار دارند، به گونه‌ای برنامه‌ریزی شده بودند که ورود فینیکس به اتمسفر مریخ و فرود آن را زیر نظر داشته باشند. در این میان مدارگرد شناسایی مریخ موفق شد از فینیکس درحالیکه با چتر نجات به سطح مریخ نزدیک می‌شد عکس بگیرد. این نخستین باری است که تصویر یک فضاپیمای فرودآینده بر مریخ توسط فضاپیمایی دیگر برداشته می‌شود.
اطلاعات ثبت شده از نحوه ورود و فرود فینیکس برای بهبود طراحی کاوشگرهای آینده بکار خواهد رفت.
پس از فرود، نخستین تصاویر ارسالی توسط این کاوشگر در ساعت ۲:۰۰ بامداد به به وقت جهانی در روز ۲۶ مه ۲۰۰۸ در زمین دریافت شدند.

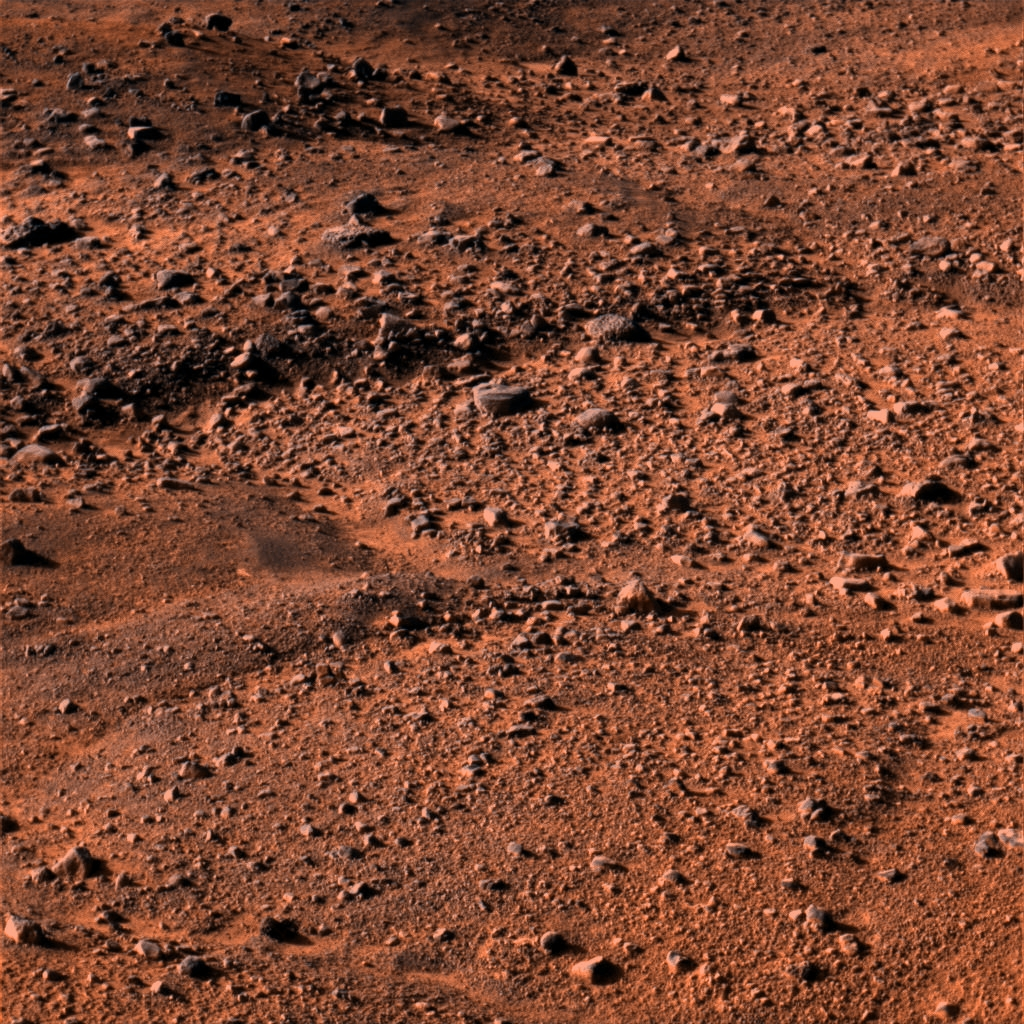
محیط اطراف محل فرود فینیکس؛ رنگ‌های تصویر تقریبی هستند.
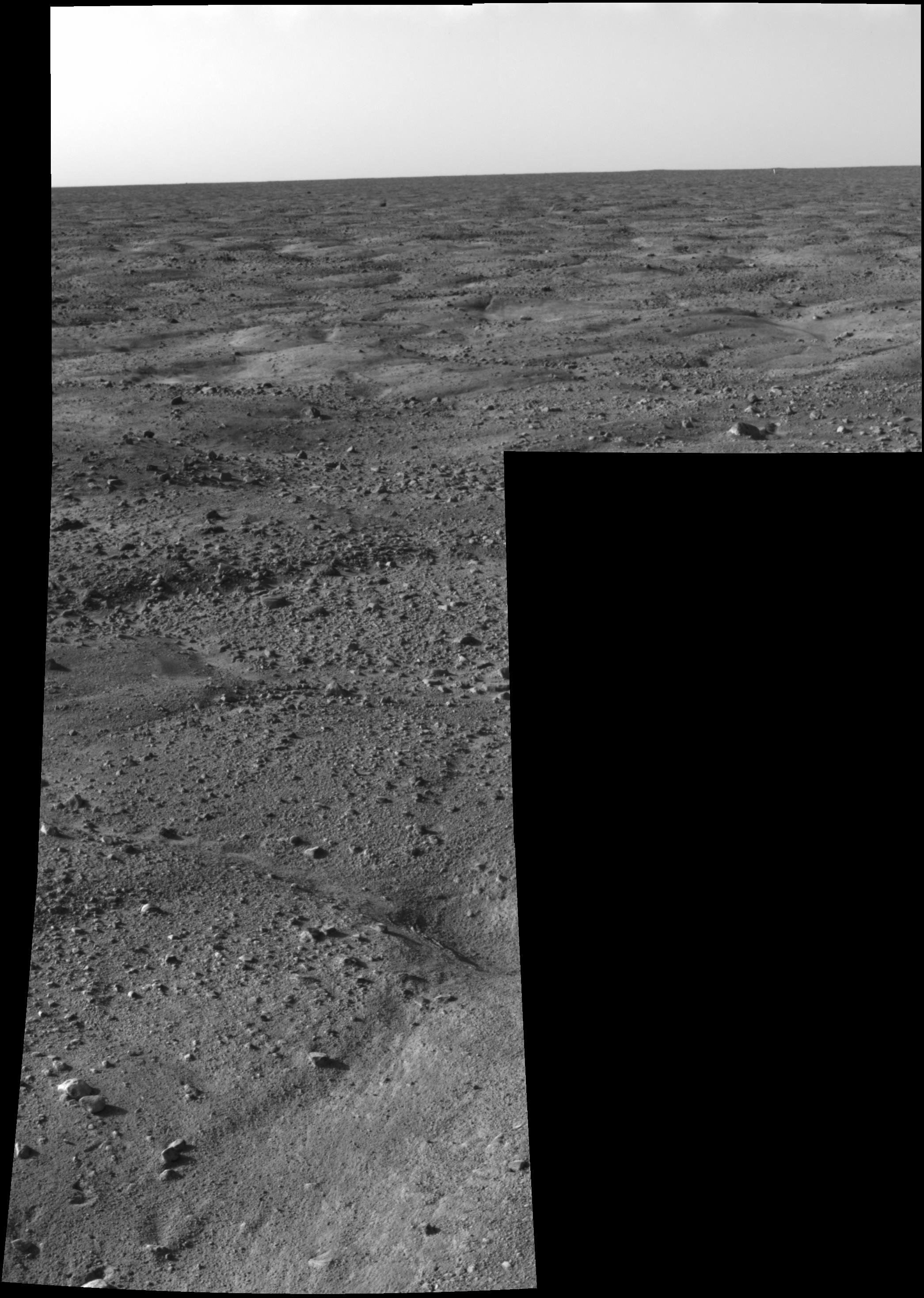
نمایی از زمین هموار اطراف محل فرود و افق مریخ
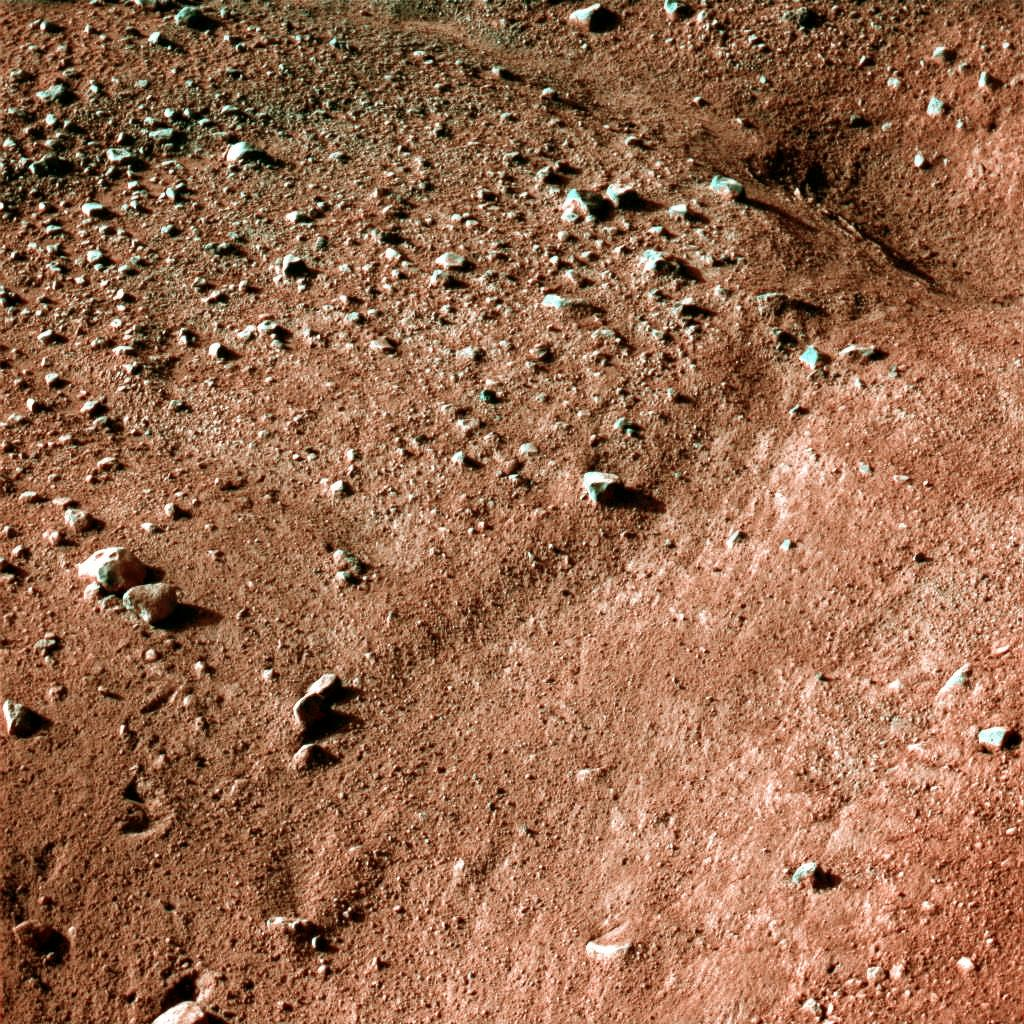
سطح اطراف منطقه فرود که در شرایط انجماد دائمی قرار دارد
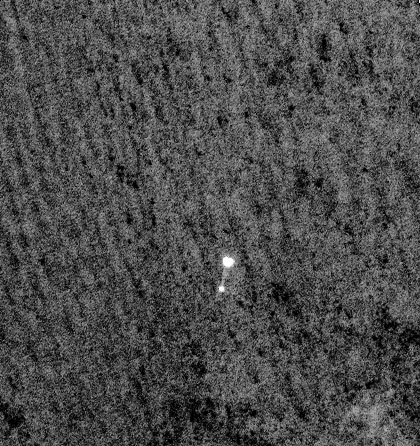
فینیکس در حال نزدیک شدن به سطح مریخ با چتر نجات

## درازنا و پایان مأموریت
مأموریت کاوشگر فینیکس برای ۹۰ روز مریخی (حدود ۹۲ روز زمینی) طراحی شد و دانشمندان امیدوار بودند که این فضاپیما بتواند تا آغاز فصل زمستان در قطب شمال مریخ به کار ادامه دهد تا تشکیل لایه‌های یخ در آن منطقه را مورد مطالعه و بررسی قرار دهد. با توجه به اینکه در طول زمستان حدود یک متر دی‌اکسید کربن جامد (یخ خشک) در منطقه قطبی مریخ تشکیل می‌شود، برای فینیکس بعید به نظر می‌رسید که بتواند در برابر آب و هوای خشن زمستانی جان سالم بدر برد. اما فینیکس بیش از پنج ماه به کار خود ادامه داد و در تلاش خود در میان سرما و تاریکی فزاینده زمستان مریخ، نهایتاً آخرین پیغام کوتاه خود را در ۲ نوامبر به زمین فرستاد و در تاریخ ۱۰ نوامبر ۲۰۰۸، ناسا این مأموریت را پایان یافته اعلام نمود.
در سال ۲۰۱۰ میلادی، ناسا تصویر تازه‌ای از بقایای سطح‌نشین منتشر کرد؛ مقایسه‌ای که وضعیت سطح‌نشین را پیش و پس از زمستان مریخ نشان داده است. در این تصویر، پنل‌های خورشیدی سطح‌نشین به وضوح آسیب دیده‌اند.

## تاریخچه برنامه فینیکس

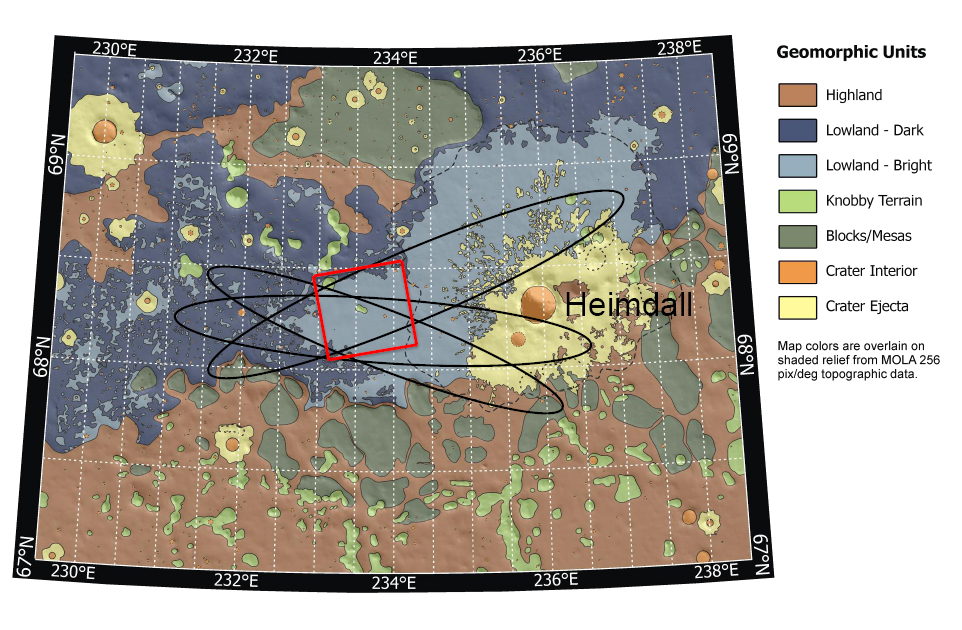
ویژگی‌های زمین‌شناسی منطقه فرود فینیکس به همراه جایگاه پیشنهادی برای فرود این کاوشگر

فینیکس نخستین نمونه از مجموعه برنامه‌های اکتشافی کوچک ناسا برای کاوش سیاره سرخ است. طرح فینیکس متعلق به دانشگاه آریزونا است، و در اوت ۲۰۰۳ پس از دو سال رقابت بین گروه‌های مختلف و انجام بررسی‌های فنی توسط ناسا به عنوان طرح برتر برگزیده شد.
بسیاری از سامانه‌ها و ابزارهای بکار رفته در فینیکس در حقیقت برای مأموریت‌های لغو شده و ناموفق پیشین طراحی و ساخته شده بودند. استفاده از آن‌ها در این کاوشگر هزینه و زمان مورد نیاز برای تکمیل برنامه را به‌طور قابل ملاحظه‌ای کاهش داد. نام «ققنوس» هم به همین علت برای کاوشگر انتخاب شد: ققنوس پرنده‌ای افسانه‌ای است که از خاکستر خویش دوباره زاده می‌شود.
برنامه ساخت و آماده‌سازی فینیکس پس از تأیید نهایی ناسا در تاریخ ۲ ژوئن ۲۰۰۵ آغاز شد. پیشبرد و توسعه برنامه فینیکس با همکاری عوامل زیر انجام شد:
- ریاست برنامه: دانشگاه آریزونا
- مدیریت پروژه: آزمایشگاه پیشرانه جت (زیرمجموعه ناسا)
- مدیریت سامانه‌های پرواز فضایی: شرکت سامانه‌های فضایی لاکهید مارتین
- مشارکت در پروژه: سازمان‌ها و دانشگاه‌هایی از آلمان، بریتانیا، دانمارک، کانادا، و سوئیس

فینیکس به گونه‌ای طراحی شد که هنگام فرود از موتورهای موشکی برای ترمز و کاهش سرعت استفاده کند، و از این لحاظ به کاوشگرهای وایکینگ که در دهه ۱۹۷۰ به مریخ فرستاده شدند شباهت داشت.
البته یکی از دانشمندان دانشگاه واشینگتن در گزارشی در سال ۲۰۰۷ استفاده از موتورهای ترمز برای فرود فضاپیما را نامناسب خواند، زیرا به اعتقاد وی گازهای داغ و سمی متصاعد شده از موتورهای ترمز، ریزاندامگان را —در صورت وجود در منطقه فرود— از میان برده، و در نتیجه جستجو برای آثار حیات در آن ناحیه را به امری بیهوده تبدیل خواهد کرد.
این گزارش تنها مدت کوتاهی پیش از پرتاب فینیکس منتشر شد و دیگر زمان کافی برای اعمال تغییرات بنیادی در طراحی فضاپیما وجود نداشت. دو تیم در دانشگاه‌های میشیگان و تافتز برای بررسی رفتار و اثرات موتورهای ترمز در منطقه فرود فضاپیما به پژوهش پرداختند.

## ابزارهای علمی

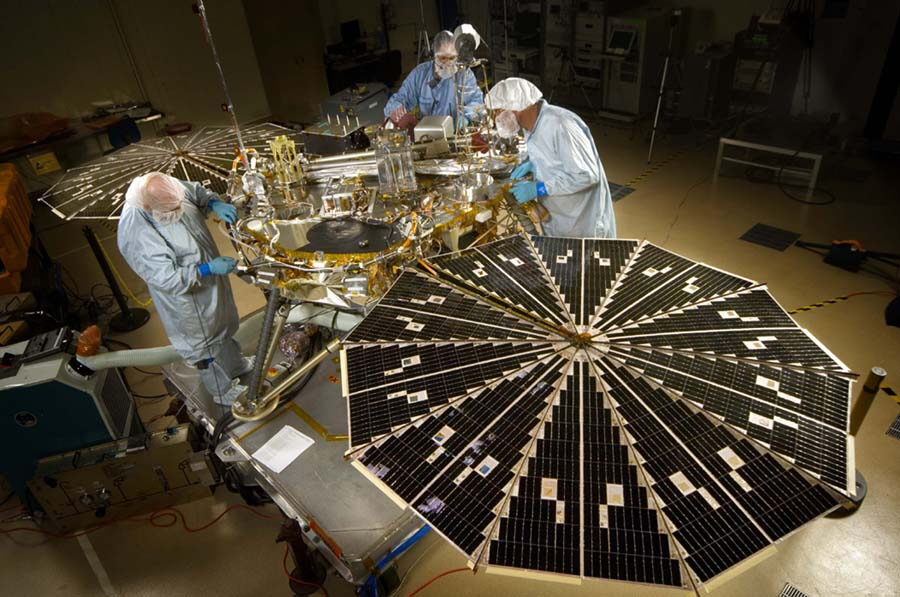
مهندسان در حال مونتاژ و آزمایش ابزار و ادوات فینیکس در شرکت سامانه‌های فضایی لاکهید مارتین

فضاپیمای کاوشگر فینیکس حامل ابزار و ادوات گوناگون برای انجام آزمایش‌های علمی بر سطح مریخ بود. برخی از این ابزار مشخصاً برای این مأموریت طراحی شده و برخی دیگر نمونه‌های مشابه یا پیشرفته‌تری از ابزارهایی بودند که برای نخستین بار برای مأموریت ناموفق کاوشگر قطبی مریخ ساخته شده بودند. فینیکس مجهز به ابزار هواشناسی و دوربین‌هایی بود که در مسیر فرود در مریخ پژوهش‌هایی را در مورد اتمسفر این سیاره انجام دهد.
فینیکس به صورت یک کاوشگر ثابت طراحی شد و بر خلاف مریخ‌نوردهای پیشین، فاقد قابلیت حرکت روی سطح سیاره سرخ است. متحرک نبودن این کاوشگر مزایای زیر را دارا است:
- استفاده از قطعات ساخته شده برای مأموریت ناموفق قبلی، هزینه‌ها را کاهش می‌دهد؛
- به نظر دانشمندان، منطقه فرود فینیکس دارای ساختاری همگون است و نیازی به نمونه‌برداری از جایگاه‌های گوناگون وجود ندارد؛
- ابزارهای آزمایشگاهی و پژوهشی جایگزین سخت‌افزارهای مورد نیاز برای حرکت فینیکس شده‌اند و ارزش تحقیقاتی آن را بالاتر برده‌اند.

### بازوی روباتیک

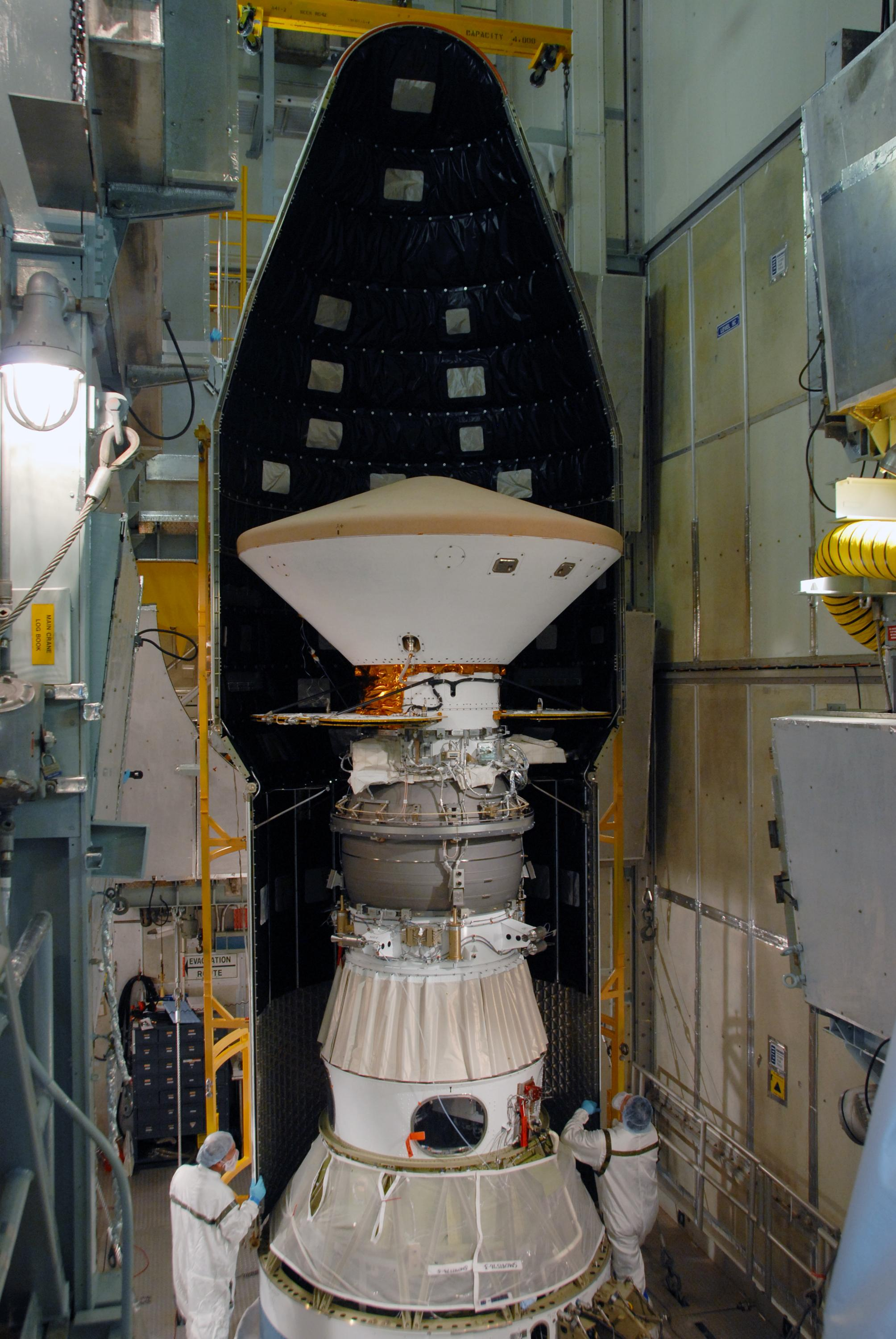
کاوشگر فینیکس در حال نصب روی بخش باری موشک دلتا-۲ در پایگاه کیپ کاناورال

بازوی روباتیک فینیکس مشترکاً توسط آزمایشگاه پیشرانه جت و شرکت سامانه‌های فضایی آلیانس در شهر پاسادنا ساخته شد. این بازو به گونه‌ای طراحی شد که پس از بازشدن، می‌توانست به فضایی با شعاع ۲٫۳۵ متر از پایه خود دسترسی داشته باشد. مته‌های این بازوی روباتیک می‌توانستند حفره‌ای با عمق نیم متر زیر سطح مریخ ایجاد کنند. این بازو برای جمع‌آوری نمونه‌های خاک و یخ موجود در منطقهٔ قطبی مریخ بکار رفت.

### تصویرنگار بازوی روباتیک
این دوربین بر روی بازوی روباتیک نصب شد و برای برداشتن تصاویر دقیق از محیط فرود کاوشگر و همچنین محل حفاری بازوی روباتیک بکار رفت. این دوربین مشترکاً توسط دانشگاه آریزونا در آمریکا و انستیتوی ماکس پلانک برای پژوهش‌های منظومه شمسی در آلمان ساخته شد.

### دوربین استریو برای تصویربرداری سطح
دوربین استریوی نصب شده روی فینیکس که با نام اس‌اس‌آی (SSI) نیز شناخته می‌شود، دوربین اصلی کاوشگر بود و قابلیت برداشتن عکس‌های رنگی ۳-بعدی با وضوح بالا را داشت. دانشمندان در نظر داشتند به وسیله این دوربین، مجموعه‌ای از عکس‌های ۳-بعدی با وضوح بالا از قطب شمال مریخ تهیه کنند. تصاویر برداشته شده توسط این دوربین برای مطالعه ویژگی‌های اتمسفر مریخ نیز بکار خواهد رفت. اس‌اس‌آی مشترکاً توسط دانشگاه آریزونا در آمریکا و انستیتوی ماکس پلانک برای پژوهش‌های منظومه شمسی در آلمان ساخته شد.

### آنالیزکننده حرارتی گازی
دستگاه آنالیزکننده حرارتی گازی (TEGA) ترکیبی از کوره حرارتی و اسپکترومتر جرمی است و برای حرارت دادن و آنالیز نمونه‌های خاک مریخ بکار رفت. این دستگاه دارای ۸ اجاق حرارت‌دهنده کوچک برای آزمایش هشت نمونه از خاک مریخ بود که هر کدام به اندازه یک خودکار بودند. دانشمندان به وسیله این دستگاه می‌توانستند میزان دی‌اکسید کربن و بخار آبی را که از حرارت دادن نمونه‌ها متصاعد می‌شود اندازه‌گیری کنند، و میزان آب و یخ موجود در این نمونه‌ها را بسنجند. به کمک این دستگاه می‌توان پی برد که آیا هیچ‌یک از مواد معدنی موجود در خاک مریخ حاکی از وجود آب در گذشته‌های دور در این سیاره هست یا نه. این دستگاه همچنین قادر به اندازه‌گیری وجود مقادیر بسیار ناچیز از مواد آلی فرّار در نمونه‌های خاک است.
این دستگاه مشترکاً توسط دانشگاه آریزونا و دانشگاه تگزاس در دالاس ساخته شد.

### تصویرنگار فرود
تصویرنگار فرود (MARDI) یک دستگاه دوربین است که زیر بدنه فینیکس نصب شد. این دوربین قرار بود پس از جدا شدن سپر حرارتی در ارتفاع ۸ کیلومتری سطح مریخ کار خود را آغاز و تا لحظه فرود از سطح مریخ عکس‌برداری کند. اما در طی آزمایش‌های نهایی که مدتی کوتاهی پیش از پرواز صورت گرفت، مشکلی در سخت‌افزار مدیریت تصاویر کشف شد و با اینکه دوربین هنوز جزئی از کاوشگر فینیکس است، استفاده از آن از برنامه کاری کاوشگر حذف شد.
این دوربین توسط شرکت سامانه‌های علمی فضایی مالین در آمریکا ساخته شده است.

### ایستگاه هواشناسی

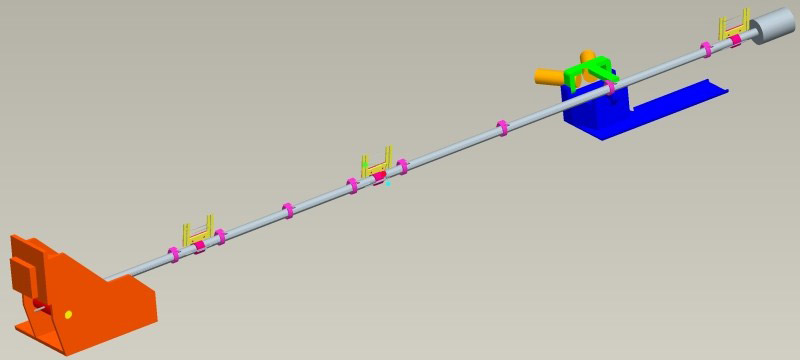
ایستگاه هواشناسی فینیکس موسوم به MET

ایستگاه هواشناسی فینیکس (MET) وظیفه ثبت اطلاعات هواشناسی در مریخ را به عهده دارد. این ایستگاه با استفاده از ابزار مجهز به لیزر به بررسی میزان غبار در جو مریخ می‌پردازد. سازمان فضایی کانادا و دانشگاه یورک با همکاری مجموعه‌ای از صنایع و دانشگاه‌های کانادایی، دانمارکی و فنلاندی، در ساخت این ایستگاه هواشناسی مشارکت کرده‌اند.

### آنالیزکننده میکروسکوپی، الکتروشیمیایی و رسانایی
دستگاه آنالیزکننده میکروسکوپی، الکتروشیمیایی و رسانایی (MECA) دستگاهی است شامل یک آزمایشگاه شیمی مایع، یک میکروسکوپ نوری و نیروی اتمی، و ابزار اندازه‌گیری رسانایی حرارتی و الکتریکی.
این سامانه توسط آزمایشگاه پیشرانه جت ساخته شده است؛ میکروسکوپ نیروی اتمی آن توسط یک کنسرسیوم سوئیسی با مدیریت دانشگاه نوشاتل،
و میکروسکوپ نوری آن توسط دانشگاه آریزونا ساخته شده است.
میکروسکوپ‌های MECA به این دستگاه اجازه بررسی اجسام بسیار ریز با عرض ۱۶ میکرون را می‌دهند.
بازوی روباتیک فینیکس نمونه‌هایی از خاک مریخ را جمع‌آوری کرده و به آزمایشگاه‌های شیمی مایع می‌فرستد. در این آزمایشگاه‌ها، حساسه‌های ویژه‌ای میزان یون‌های موجود در خاک، مانند سدیم، منیزیوم، کلسیوم و سولفات را اندازه‌گیری می‌کنند. حساسه‌های دیگری میزان pH موجود در خاک را اندازه‌گیری می‌کنند.
این اندازه‌گیری‌ها نشان خواهند داد که محیط مریخ تا چه حد با مواد آلی زمینی سازگاری دارد، و امکان وجود گونه‌های ساده حیات میکروبی در آن چقدر است.

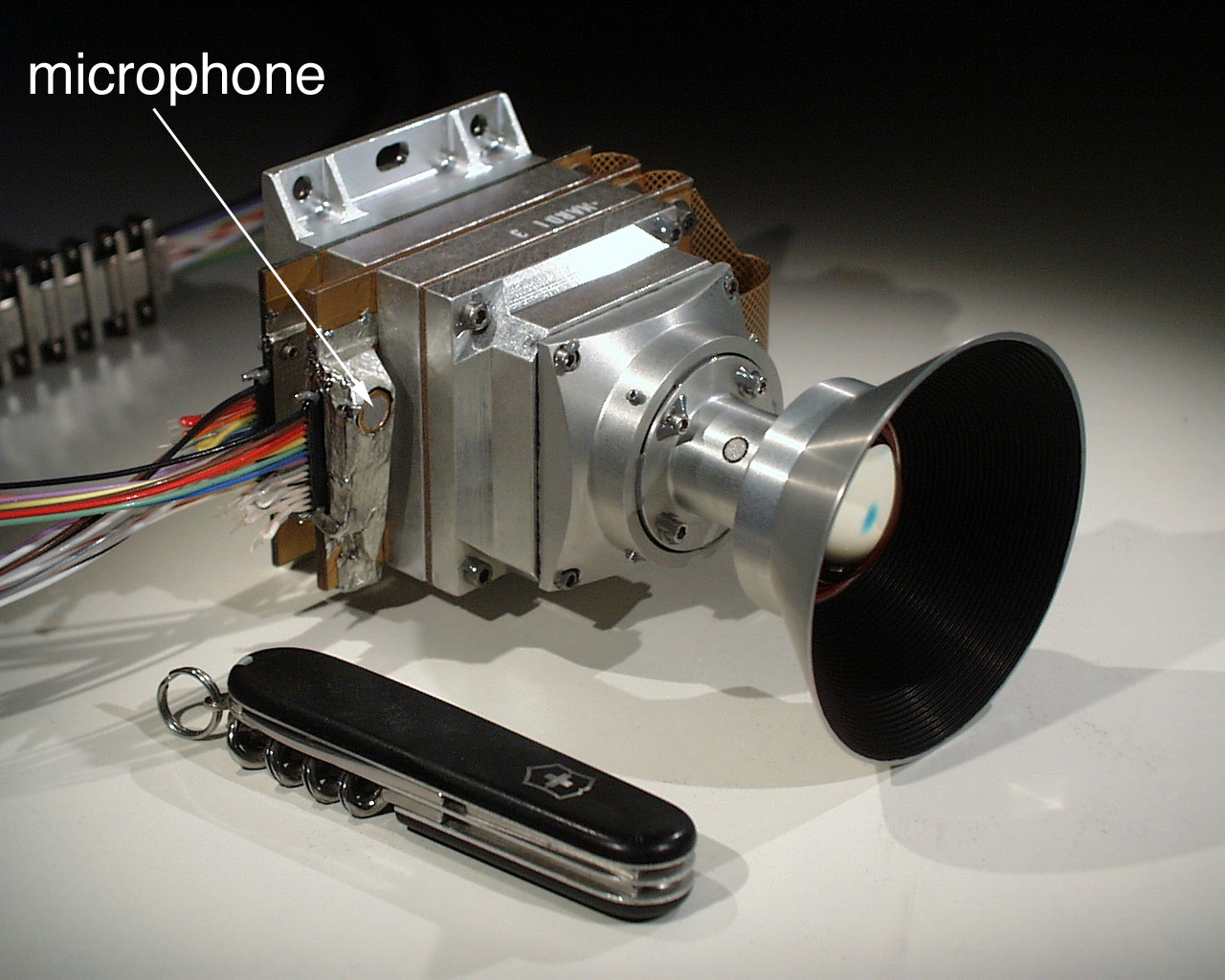
تصویرنگار فرود (MARDI)
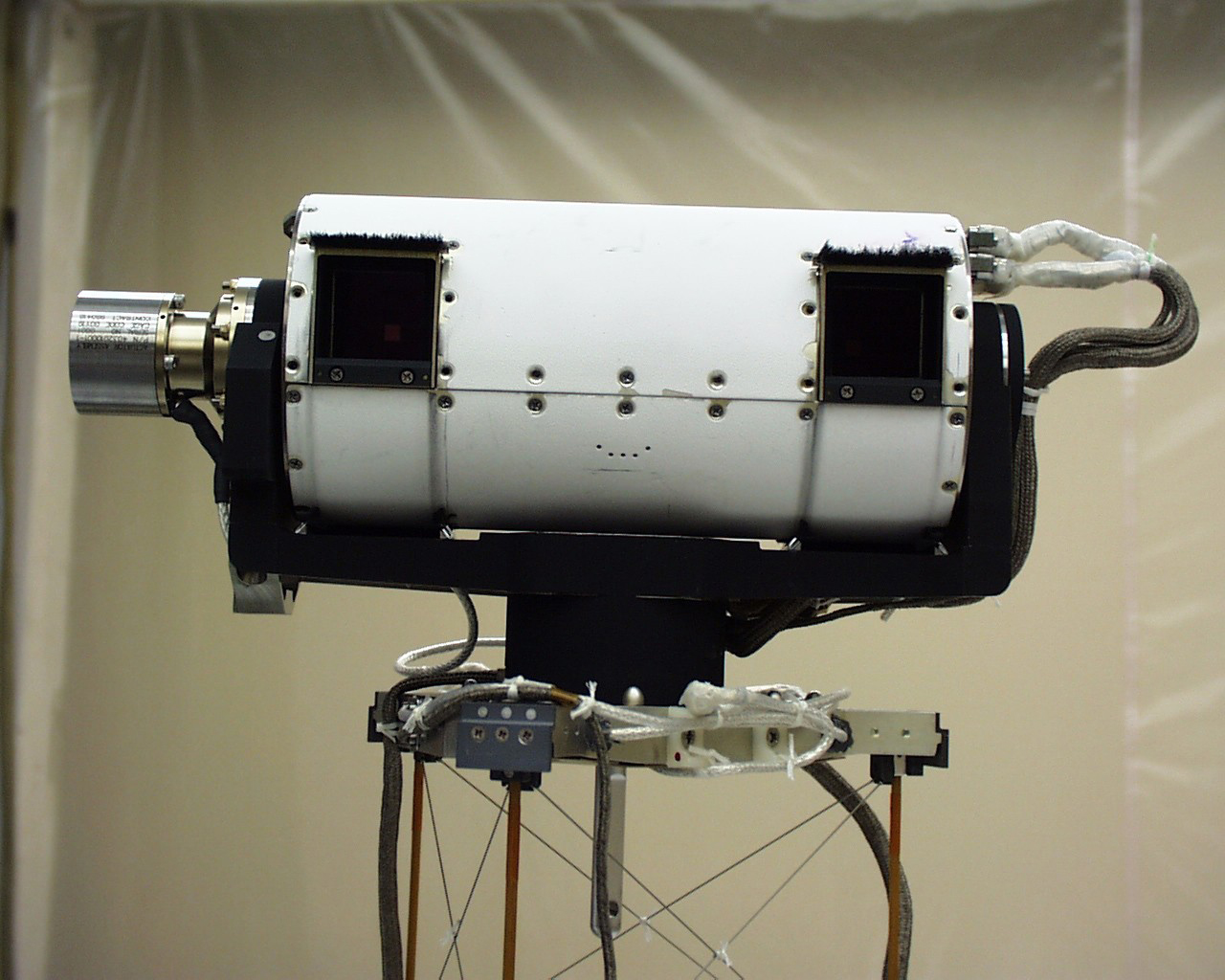
دوربین استریو (SSI)
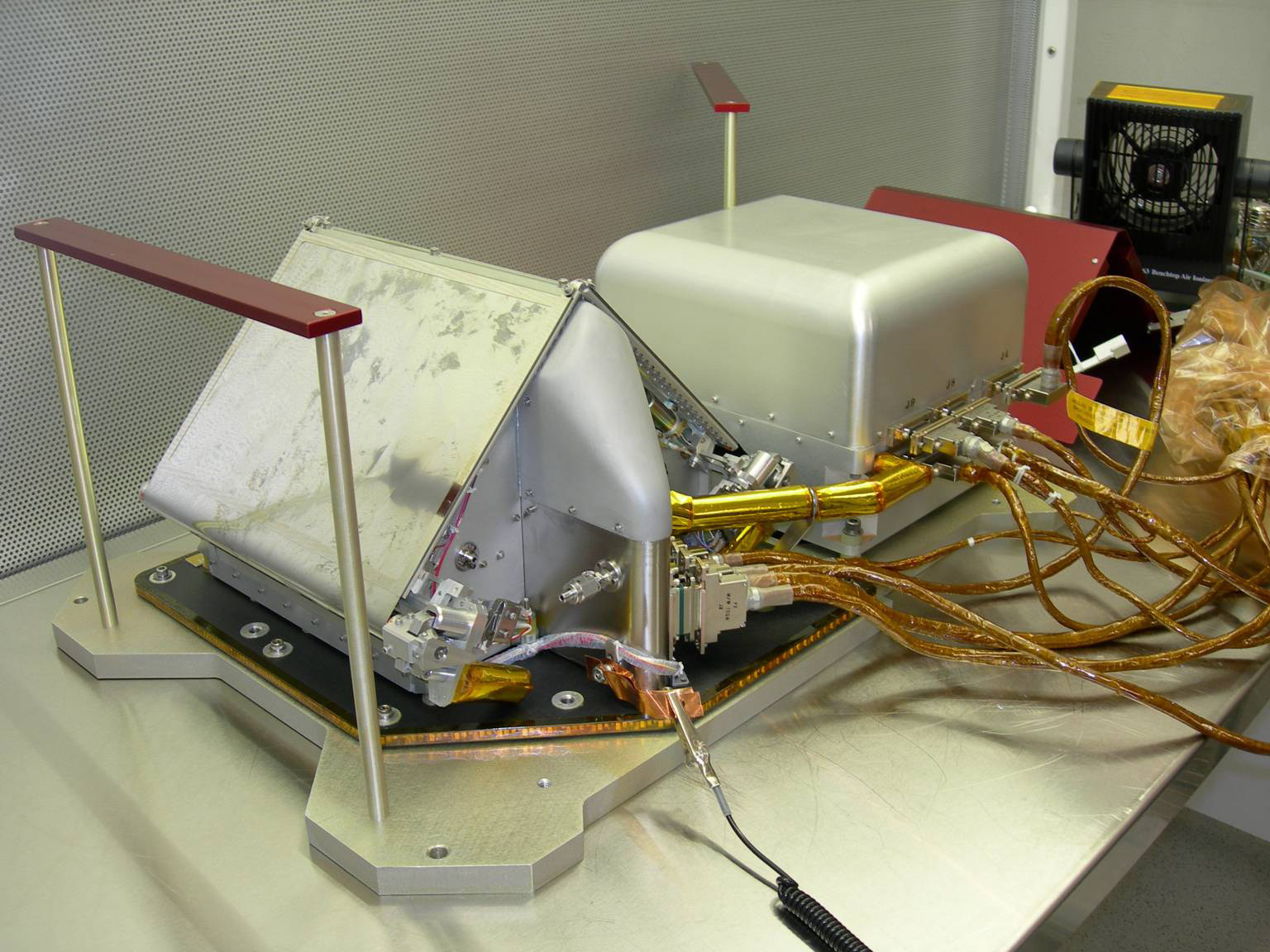
آنالیزکنندهٔ حرارتی گازی (TEGA)
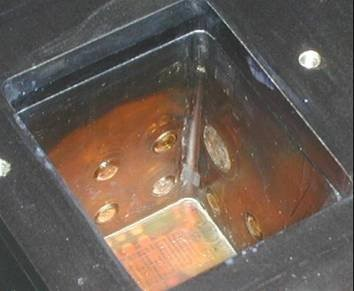
یکی از ظرف‌های آزمایشگاه شیمی مایع (حساسه‌های ویژه در دیواره‌های ظرف دیده می‌شوند)

## دیسک همراه
کاوشگر فینیکس حامل یک دیسک دی‌وی‌دی است که توسط انجمن سیارات برای این پروژه درست شده است. این دی‌وی‌دی در غالب برنامه «دیدگاه‌های مریخ»، مجموعه‌ای از آثار فرهنگی ارزشمند در مورد مریخ را جمع‌آوری کرده و روی دیسک فشرده قرار داده است. از میان این آثار می‌توان به داستان جنگ دنیاها نوشته هربرت جرج ولز (به همراه برنامه رادیویی آن با صدای اورسن ولز)، مریخ مأوای زندگی اثر پرسیوال لاول (به همراه نقشه کانال‌های مریخ)، حکایت‌های مریخ اثر ری بردبری، و مریخ سبز اثر کیم استانلی رابینسون اشاره کرد. در کنار این آثار، پیام‌هایی از کارل ساگان و آرتور سی کلارک خطاب به مسافران آینده مریخ روی دیسک قرار دارد. انجمن سیارات از طریق وبگاه خود، نام حدود ۲۵۰هزار نفر را جمع‌آوری کرده بود که به عنوان مجموعه‌ای انسانی روی این دی‌وی‌دی ضبط شده است.
این دی‌وی‌دی از جنس ماده سیلیکای مخصوصی تهیه شده است تا بتواند صدها سال در محیط خشن مریخ مریخ دوام بیاورد.

## رهاورد
دانشمندان سازمان ملی هوانوردی و فضایی آمریکا پس از تحلیل‌های مقدماتی مأموریت کاوشگر فینکس، به این نتیجه رسیدند که خاک مریخ حاوی مغذی‌های کافی برای رشد و نمو موجودات زنده یا حداقل گیاه مارچوبه (آسپاراگوس) است. تحلیل‌های مقدماتی مأموریت کاوشگر فینکس نشان می‌دهد که خاک این سیاره بسیار قلیایی‌تر از آن است که انتظار می‌رفت.
در تاریخ ۱ اوت ۲۰۰۸ میلادی، دانشمندان سازمان ملی هوانوردی و فضایی ایالات متحده آمریکا در یک کنفرانس مطبوعاتی اعلام کردند که کاوشگر فینکس برای نخستین بار «آب» را در یک نمونه خاک جمع‌آوری شده از سطح این سیاره شناسایی و آن را «لمس» کرده است.

## نگارخانه

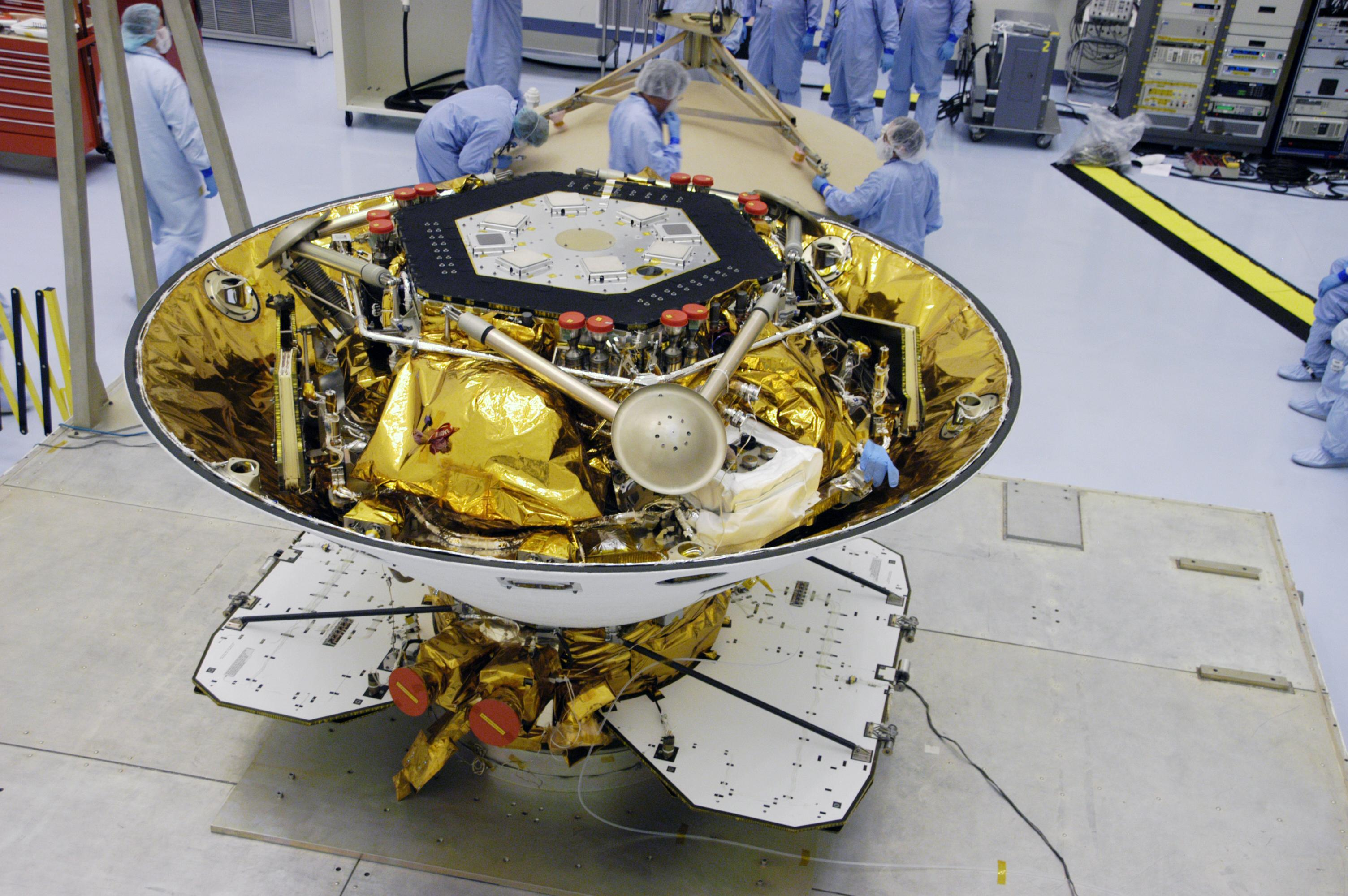
کاوشگر فینیکس پس از مونتاژ در محفظه ویژه قرار می‌گیرد.
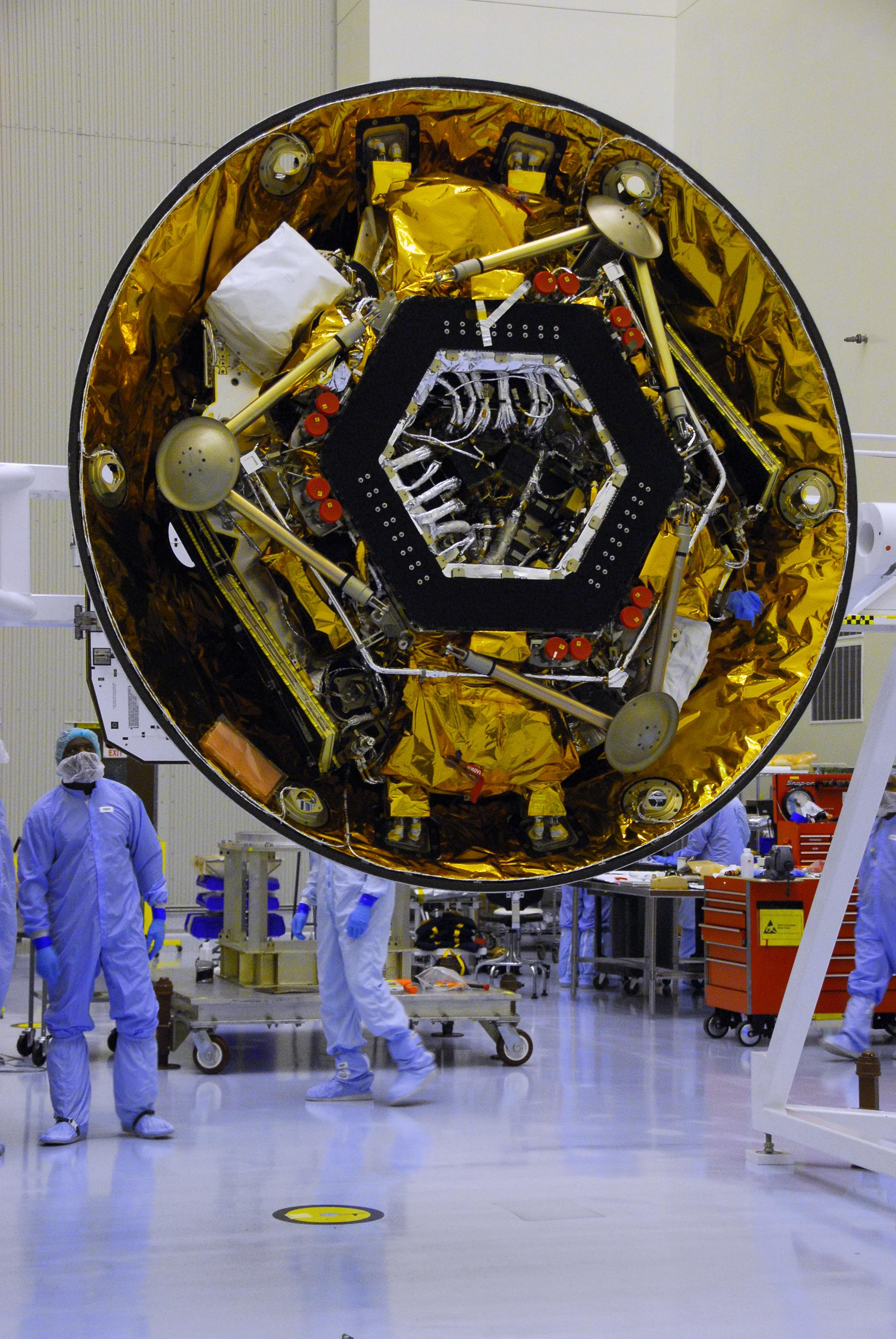
مهندسان در حال دوران دادن به محفظه فینیکس برای تعیین مرکز ثقل
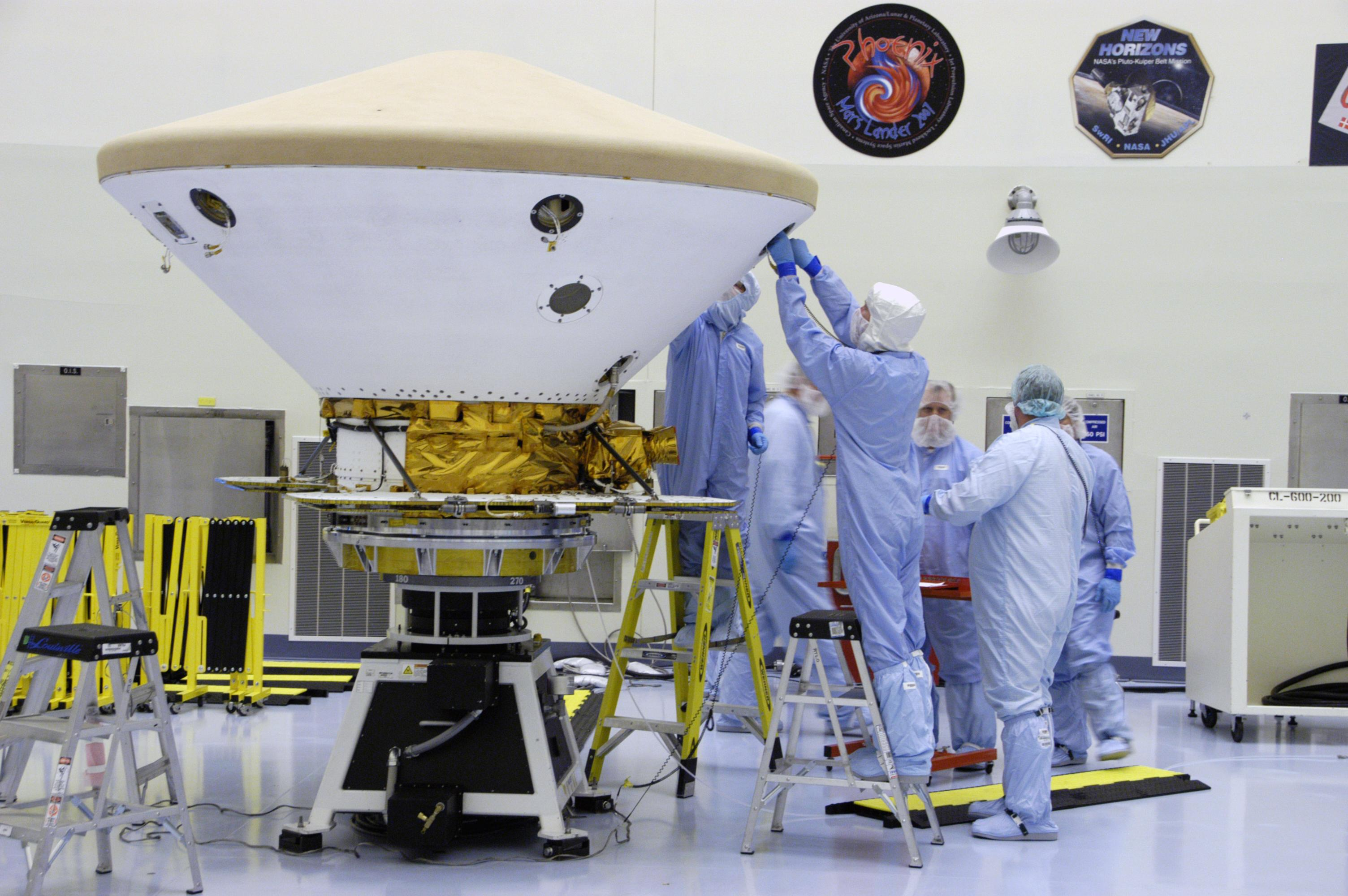
نصب سپر حرارتی بر روی محفظه فینیکس؛ این سپر کاوشگر را در برابر حرارت شدید ناشی از ورود به اتمسفر مریخ محافظت می‌کند
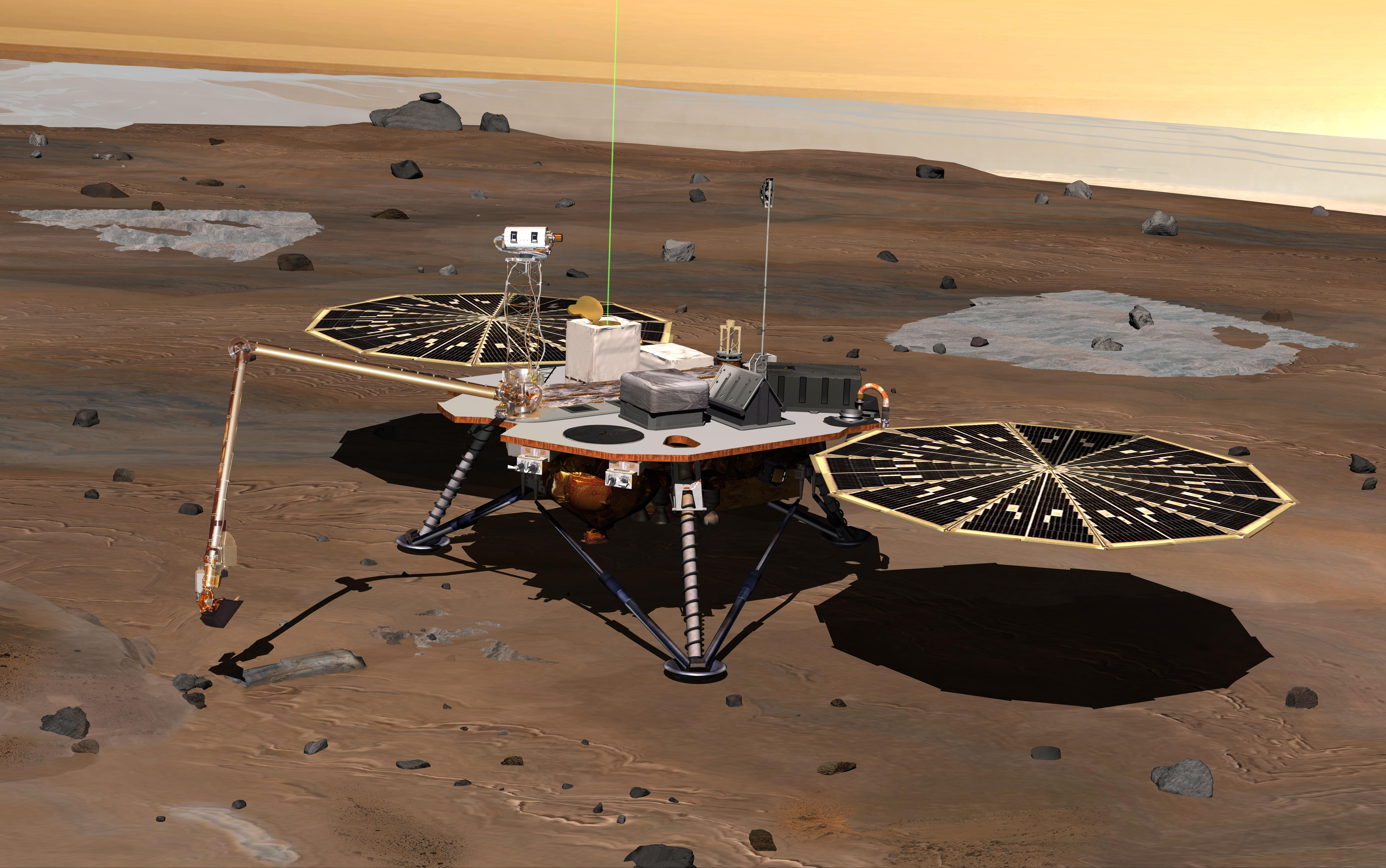
تصویر رایانه‌ای از کاوشگر فینیکس پس از فرود بر سطح مریخ
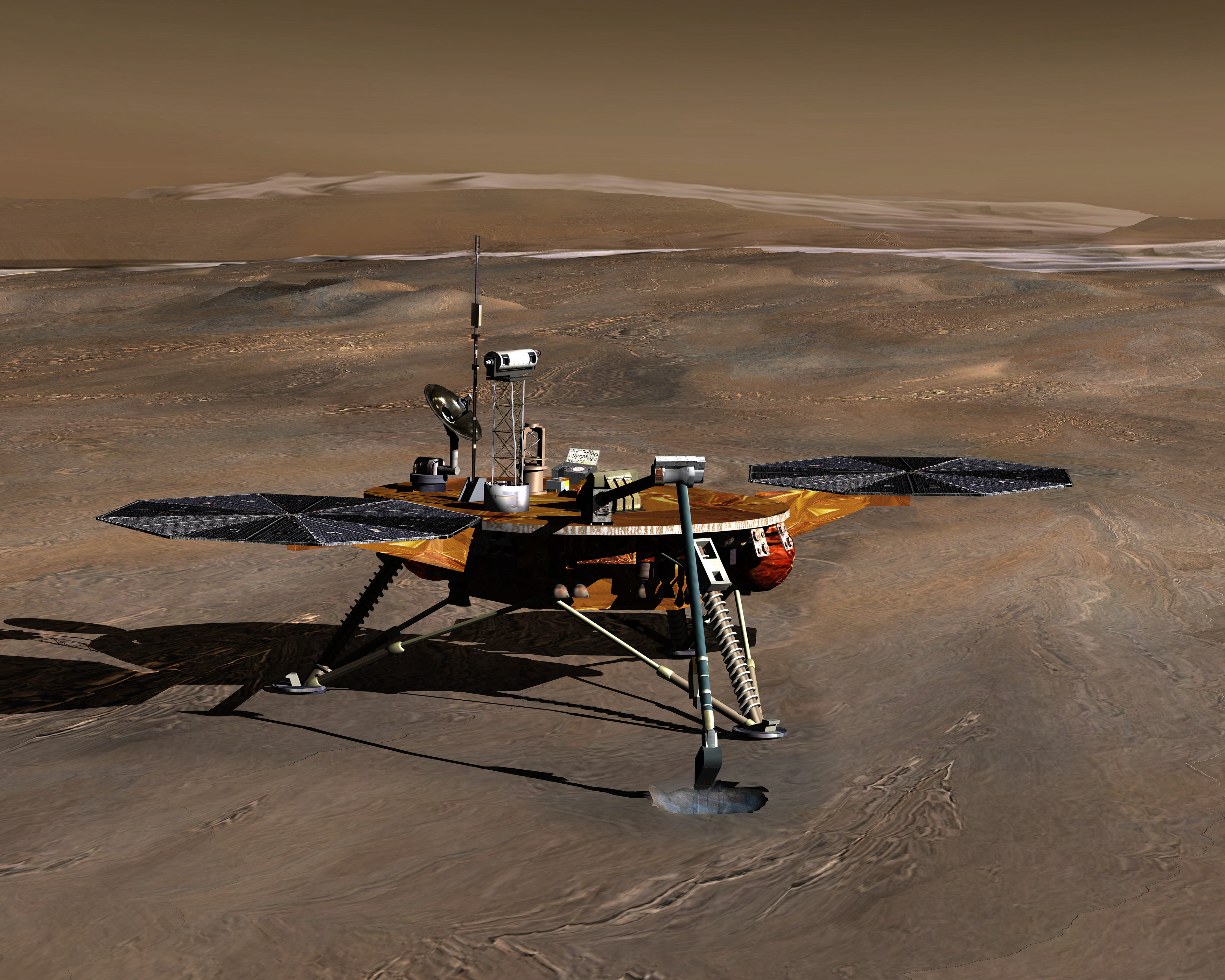
تصویر رایانه‌ای از کاوشگر فینیکس پس از فرود بر سطح مریخ
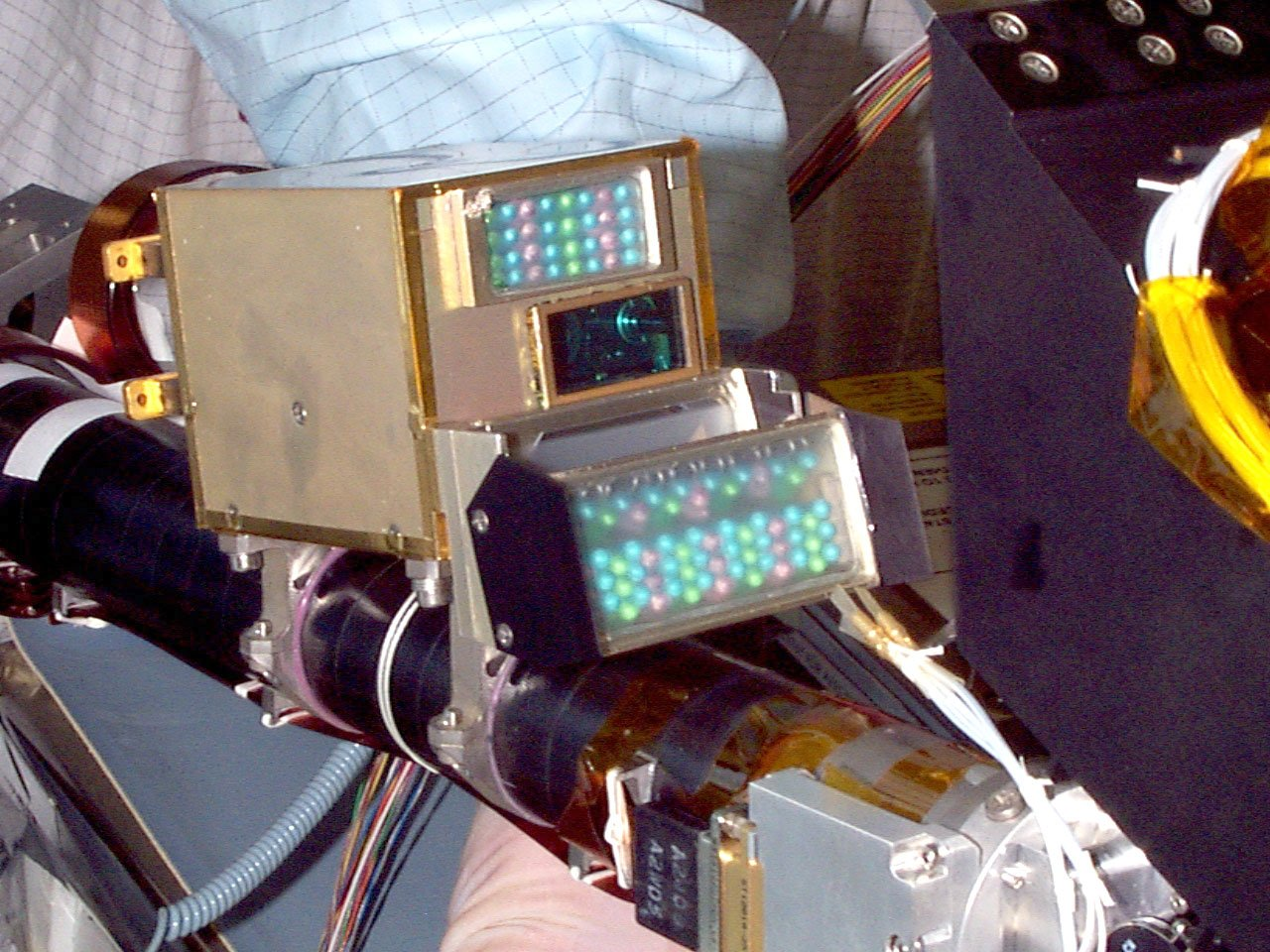
دوربین بازوی روباتیک کاوشگر فینیکس
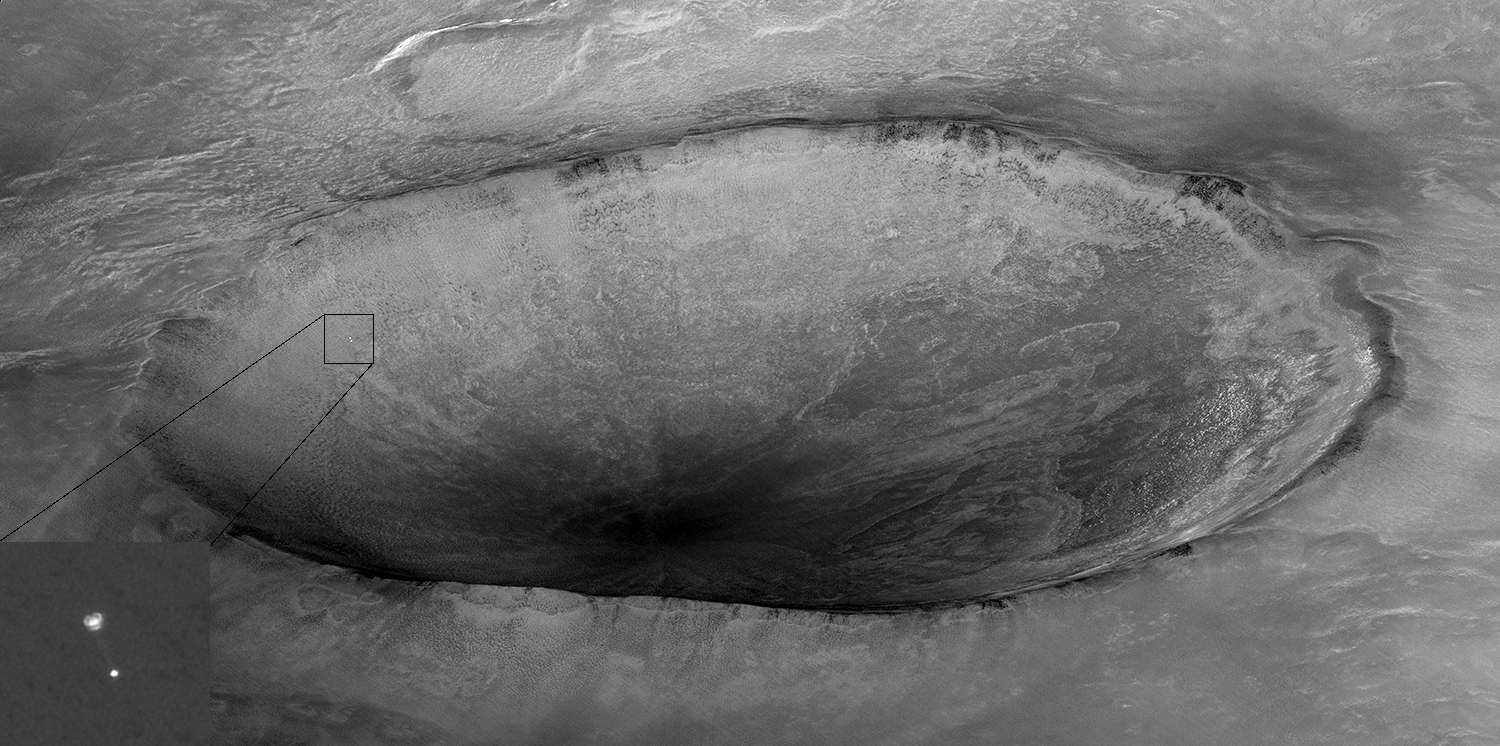
تصویر گرفته شده توسط مدارگرد شناسایی مریخ که فرود آمدن کاوشگر فینیکس را در یک دهانه نشان می‌دهد.